# Окулярна саламандра звичайна
Окулярна саламандра звичайна (Salamandrina terdigitata) — вид земноводних з роду Окулярна саламандра родини саламандрові.

## Опис
Загальна довжина коливається від 3 до 7 см, найбільший екземпляр сягав 9,76 см. Спостерігається статевий диморфізм: самиця дещо більша за самця. Голова широка. Тулуб кремезний Має чотирипалі передні й задні кінцівки. Хвіст звужується на кінці. забарвлення спини темно-коричневого або чорно-сірого кольору. Відрізняється червонувато-жовтим малюнком у вигляді окулярів над очима. Кінцівки та хвіст частково червонуваті. Черево білого або сірого кольору з темними цятками.

## Спосіб життя
Полюбляє скелясту місцину, узбережжя повільних річок. невеличких водойм. Зустрічається на висоті від 200 до 1500 м над рівнем моря. Буває у воді короткий період, ранньою весною, під час відкладання яєць. Ховається у сухі літні місяці, іноді впадаючи у сплячку. Взимку виявляє активність. Вночі полює на різних безхребетних.
Розмноження відбувається з квітня по червень. Протягом декількох днів самиця робить декілька невеличких кладок яєць. Загалом відкладається 30—50 яєць. Личинки зимують у воді.

## Поширення
Мешкають у Кампанії, Базилікаті, Калабрії (Італія).